# Parancistrus
Parancistrus Bleeker, 1862 è un genere di pesci di acqua dolce appartenenti alla famiglia Loricariidae ed alla sottofamiglia Ancistrinae.

## Distribuzione e habitat
Provengono dai fiumi del Sud America, in particolare dal Rio Xingu.

## Descrizione
Presentano un corpo compresso sull'addome; la colorazione è scura con macchie chiare più o meno estese.

## Tassonomia
In questo genere sono riconosciute soltanto due specie:
- Parancistrus aurantiacus
- Parancistrus nudiventris